# 果城里民国建筑群
果城里民国建筑群，位于江苏省连云港市连云区，是中华人民共和国江苏省文物保护单位之一。
2011年12月30日，授予江苏省文物保护单位，是一座近现代重要史迹及代表性建筑。